# هارولد لام
هارولد لام (بالإنجليزية: Harold Lamb)‏ مؤرخ أمريكي، كان ضعيف البصر والسمع والنطق. ولد في 1 سبتمبر عام 1892 وتوفي في 9 أبريل عام 1962.

## مؤلفاته
- تيمورلنك
- هانيبال- Hannibal: One Man Against Rome (1958)
- الاسكندر المقدوني- Alexander of Macedon: The Journey to World's End (1946)
- عمر الخيام- Omar Khayyam (1934)
- سليمان العظيم- Suleiman the Magnificent (1951)
- كتاب (جنكيز خان) امبراطور الناس كلهم .Genghis Khan: The Emperor of All Men (1927)
- وله كتاب عن الحروب الصليبية والإسلام-The Flame of Islam (1930)[2]

## روابط خارجية
- هارولد لام على موقع IMDb (الإنجليزية)
- هارولد لام على موقع ألو سيني (الفرنسية)
- هارولد لام على موقع أول موفي (الإنجليزية)
- هارولد لام على موقع قاعدة بيانات الأفلام السويدية (السويدية)
- هارولد لام على موقع ديسكوغز (الإنجليزية)
- هارولد لام على موقع قاعدة بيانات الفيلم (الإنجليزية)
- هارولد لام على موقع كينوبويسك (الروسية)